# Benson & Hedges Centennial Open 1982
L'Heineken Open 1982  è stato un torneo di tennis giocato sul cemento.
È stata la 26ª edizione dell'Heineken Open,che fa parte del Volvo Grand Prix 1982. Si è giocato all'ASB Tennis Centre di Auckland in Nuova Zelanda, dall'11 al 17 gennaio 1982.

## Campioni

### Singolare
Tim Wilkison ha battuto in finale  Russell Simpson con il punteggio di 6–4, 6–4, 6–4

### Doppio
Andrew Jarrett /  Jonathan Smith hanno battuto in finale  Larry Stefanki /  Robert Van't Hof con il punteggio di 7–5, 7–6